# ارکستر سمفونی لندن، جلد اول
«ارکستر سمفونی لندن، جلد اول» (به انگلیسی: London Symphony Orchestra, Vol. I) آلبومی از هنرمند اهل ایالات متحده آمریکا فرانک زاپا است که در سال ۱۹۸۳ میلادی منتشر شد.